# Holly Sampson
Holly Joy Sampson (Prescott, Arizona, 1973. szeptember 4.) amerikai fotómodell, filmszínésznő és pornószínésznő.

## Életpályája
Tizenéves korától kezdve eljárt castingokra. 1988-ban Ron Koslow rendező A szépség és a szörnyeteg című tévésorozatában debütált egy kisebb szerepben. 1989-ben a The Wonder Years romantikus tévésorozat egyik epizódjában jelent meg. 1990-ben epizódszerepeket játszott a My Two Dads és a Matlock tévésorozatok egy-egy epizódjában, és 1999-ben Adj rá kakaót! (Pump Up the Volume) filmvígjátékban. 1998-ban egy manökent alakított a Kifutó a semmibe (Gia) című filmdrámában, a (szintén manökent megformáló) Angelina Jolie mellett.
1998-ban beszállt a pornófilmezésbe, Nicolette Foster és Zoe álnéven. A következő két évtizedben nagyszámú X-minősítésű hardcore („felnőtt”) és szoftcore filmben dolgozott, melyeket főleg a DVD- és televíziós szektorban forgalmaztak.
2000-ben megkapta az Emmanuelle 2000 című, amerikai gyártmányú többrészes szoftpornó filmsorozat címszerepét. Ez a sorozat is (elődeihez hasonlóan) az Emmanuelle-franchise karaktereit, stílusát, szellemiségét és cselekményének elemeit használja. Az 1970-es években nagy sikert aratott eredeti Emmanuelle-filmek nyomdokvizén készült, hasonló „utángyártott” spin-off filmsorozatokhoz hasonlóan ezek is Emmanuelle Arsan eredeti Emmanuelle-regényének alapötletére épültek. A „2000-es” filmsorozat filmjeit különböző rendezők készítették, közös főszereplőjük Holly Sampson volt. Emmanuelle első alakítója, Sylvia Kristel már vágóképekben sem jelent meg. Ezután azonban Holly már nem jutott további mainstream filmszerepekhez (a pornóból visszatérni próbáló több színésztársaihoz hasonlóan).
2008-ban visszatért a kemény pornófilmekhez, mellnövelő műtét után, a korának és alkatának megfelelő középkorú (ún. „MILF”) szerepkörbe, immár Holly Sampson név alatt.
2009-ben pletykák röppentek fel, hogy sok más nő mellett neki is viszonya volt Tiger Woods golfjátékossal. 
A Tiger legénybúcsúján történtekről videofelvétel is készült. 
A média hírverése Hollyt ismét reflektorfénybe állította, felnőtt filmjeinek eladása az egekbe szökött. Utóbb azt mondta a sajtónak, hogy „amikor Woods házasságban élt”, akkor nem volt viszonyuk.

## Fontosabb filmszerepei
(Magyarorszádon forgalmazott mainstream filmek, tévéfilmek, sorozatok)
- 1988: A szépség és a szörnyeteg Beauty and the Beast) tévésorozat, 1 epizód, Tomboy
- 1990: Adj rá kakaót! (Pump Up the Volume), Cheryl Biggs
- 1990: Matlock tévésorozat, 1 epizód (The Biker), Vicky Miller
- 1996: Asszonyt kívánni (Other Men’s Wives), Denise Tierny
- 1998: Kifutó a semmibe (Gia), Amy manöken[6]
- 2000: Emmanuelle 2000 sorozat (USA), Emmanuelle szerepében
  - Emmanuelle 2000: Emmanuelle élete (Emmanuelle 2000: Being Emmanuelle)[15]
  - Emmanuelle 2000: A szerelem művészete (Emmanuelle 2000: Emmanuelle and the Art of Love)[16]
  - Emmanuelle 2000: Emmanuelle a paradicsomban (Emmanuelle 2000: Emmanuelle in Paradise)[17]
  - Emmanuelle 2000: Emmanuelle ékszere (Emmanuelle 2000: Jewel of Emmanuelle)[18]
  - Emmanuelle 2000: Intim találkozások Emmanuelle 2000: Emmanuelle’s Intimate Encounters[19]
  - Emmanuelle 2000: Emmanuelle érzéki örömeö Emmanuelle 2001: Emmanuelle’s Sensual Pleasures[20]
- 2000: Kukkolók (The Voyeur), 1 epizód (Three’s Company), Larraine[21]
- 2001: Lady Chatterley szeretői Lady Chatterley's Stories) tévésorozat, 2 epizód, Grace/Karen
- 2001: Rúzsnyomok (Dead Sexy), Georgia Gaines
- 2001: Titkos társaság 2: Az új generáció (The Brotherhood 2: Young Warlocks), Trini
- 2001: Emmanuelle 2000,[22] Emmanuelle
- 2001: Vágy és cselszövés (Desire and Deception), Kate Collins
- 2002: A szex bajnokai (The Best Sex Ever), tévésorozat, 2 epizódban, Tina
- 2002: Laza csávók (Pretty Cool), Ms. Perkins
- 2003: Emmanuelle 2000: Emmanuelle Pie,[23] Emmanuelle

## Kapcsolódó információ
- Holly Sampson a PORT.hu-n (magyarul)
- Holly Sampson az Internetes Szinkronadatbázisban (magyarul)
- Holly Sampson az Internet Movie Database-ben (angolul)
- Holly Sampson a Rotten Tomatoeson (angolul)
- Holly Sampson az AlloCiné weboldalán (franciául)
- Holly Sampson Profile. Famousfix.com. (Hozzáférés: 2023. január 18.)
- Holly Sampson (angol nyelven). iafd.com. (Hozzáférés: 2021. január 6.)
- Holly Sampson Emmanuelle. Articles. Tiger Woods. (angol nyelven). zimbio.com. (Hozzáférés: 2021. január 6.)